# Liedekerke

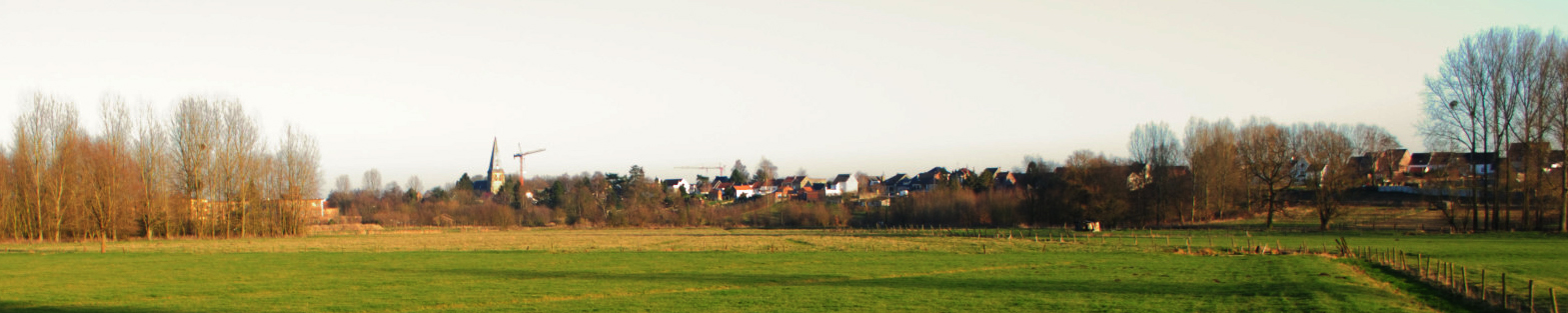
Het centrum van Liedekerke, gezien vanaf de Dender

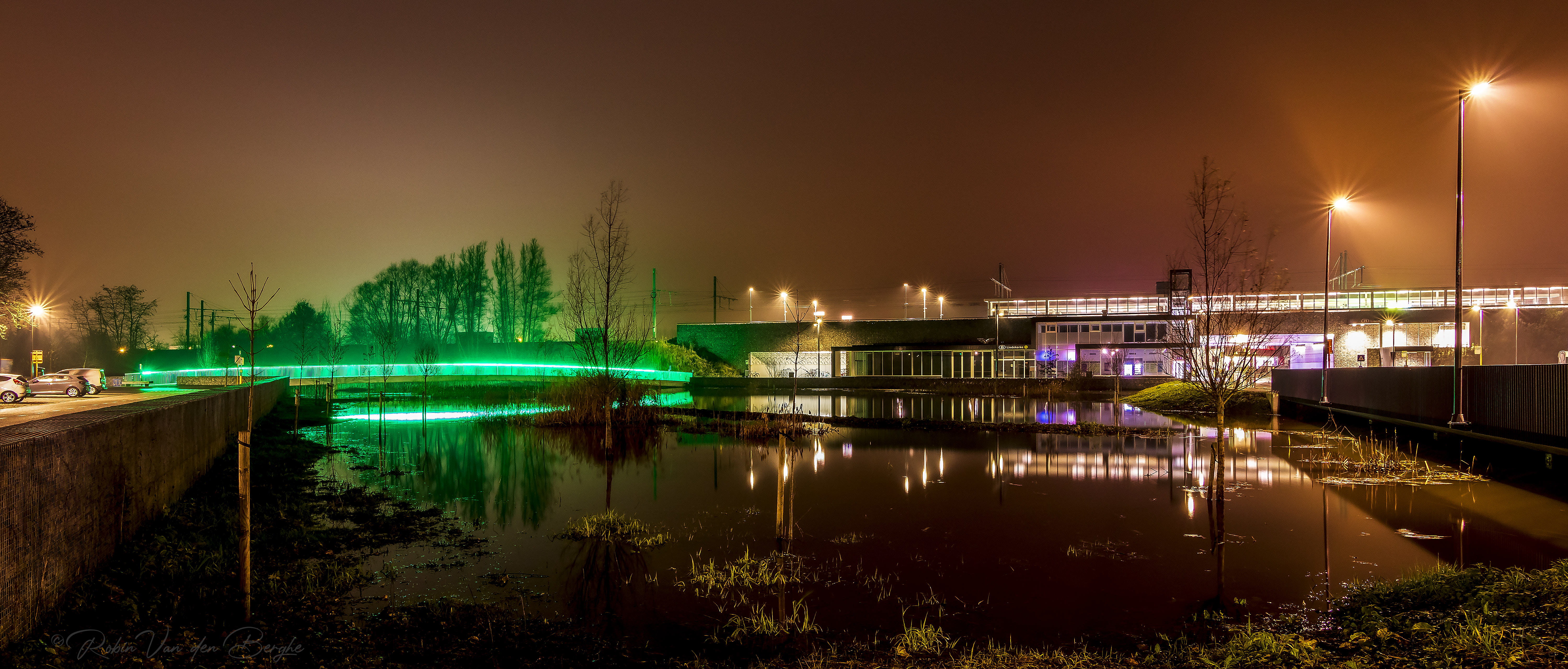

Liedekerke is een plaats en gemeente in het Pajottenland in de Belgische provincie Vlaams-Brabant. De gemeente telt meer dan 14.000 inwoners en wordt in het plaatselijke dialect Likert of Likerk genoemd. Vaak ook wel "Berrevoesj", wat blootsvoets betekent.

## Geschiedenis
Van de Karolingische tijd tot de elfde eeuw behoorde Liedekerke tot de Brabantgouw. Omstreeks 1056-1059 verkreeg de graaf Boudewijn V van Vlaanderen het noordwestelijke gedeelte van de gouw in leen van de Duitse keizer. Dit graafschap strekte zich uit tussen de Schelde en de Dender, maar omvatte ook enkele dorpen ten oosten van de Dender, zoals Liedekerke en Borchtlombeek. De naam "Liekercke" (Lie(de) = heuvel), kerk op de heuvel, werd voor het eerst in het graafschap opgetekend in het jaar 1092.
De hertogen van Brabant hadden als hertogen van Neder-Lotharingen weinig of geen gezag over het rijksleen van de graaf van Vlaanderen. Toch vervoegde de heer van Gavere en Liedekerke in 1288 hertog Jan I van Brabant in de Slag bij Woeringen.
De burcht van de heren van Liedekerke stond bij de Dender, op het grondgebied van Denderleeuw, waarmee Liedekerke een heerlijkheid vormde.
Onder de Franse bezetting (1796-1815) werd Liedekerke bij het Dijledepartement gevoegd. In 1815 werd dit de Nederlandse provincie Zuid-Brabant.

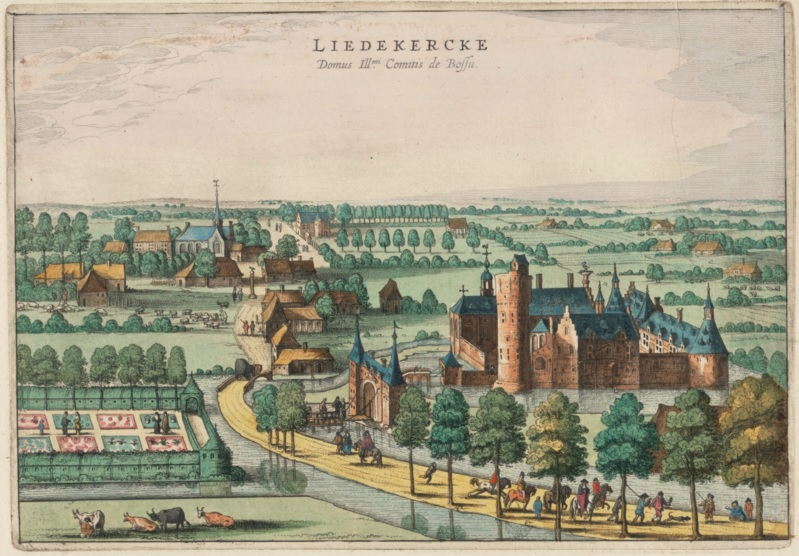
Liedekerke in de eerste helft van de 17e eeuw (afbeelding uit Flandria illustrata, 1641)

In de kerkelijke geografie maakte Liedekerke tijdens de middeleeuwen deel uit van de dekenij Halle in het aartsdiakonaat Brabant, dat op zijn beurt deel uitmaakte van het bisdom Kamerijk.

## Bezienswaardigheden
Door dit dorp loopt onder meer de fietsroute Denderende Steden.
- De Sint-Niklaaskerk met toren van 1636.
- De Waag (1634).
- De Onze-Lieve-Vrouw-Boodschapskerk te Muilem
- De ruïne van het klooster Ter Muilen, zie: Ommegang te Muilem
- Een oude japanse notenboom in het park. Deze boom heeft een omtrek van 420 cm (2016) en dateert uit de tweede helft van de negentiende eeuw.
- De pastorie. In 1990 werd deze na een brand afgebroken. Sinds 2024 opnieuw te bewonderen d.m.v. een illusie langs de Steinfurtdreef.Links de oorspronkelijke pastorie, rechts de illusie geschonken door Vlaamse Kring Liedekerke.

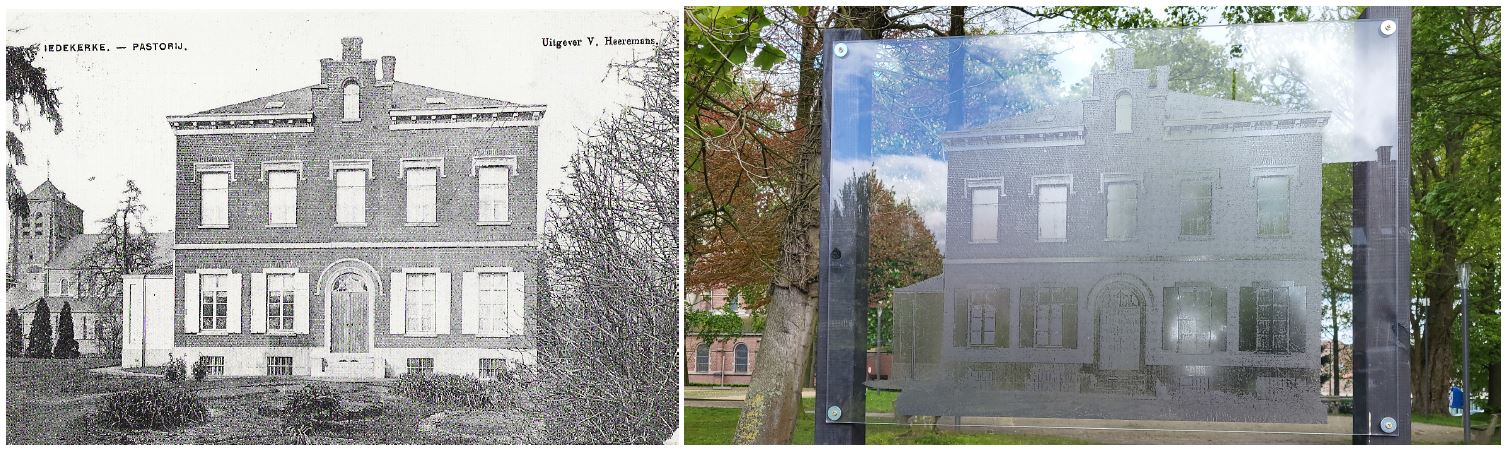
Links de oorspronkelijke pastorie, rechts de illusie geschonken door Vlaamse Kring Liedekerke.

## Natuur en landschap
Liedekerke ligt aan de westrrand van het Brabants Plateau en het Pajottenland. In het westen stroomt de Dender in noordelijke richting. De hoogte bedraagt 12-32 meter.
Belangrijke natuurgebieden zijn: het uitgestrekte en publiek toegankelijke Liedekerkebos en de Pamelse Meersen.

## Demografische ontwikkeling
- Bronnen:NIS, Opm:1831 tot en met 1981=volkstellingen; 1990 en later= inwonertal op 1 januari

| Inwoners van jaar tot jaar op 1 januari 1992 tot heden | Inwoners van jaar tot jaar op 1 januari 1992 tot heden | Inwoners van jaar tot jaar op 1 januari 1992 tot heden |
| jaar                                                   | Aantal                                                 | Evolutie: 1992=index 100                               |
| ------------------------------------------------------ | ------------------------------------------------------ | ------------------------------------------------------ |
| 1992                                                   | 11.530                                                 | 100,0                                                  |
| 1993                                                   | 11.547                                                 | 100,1                                                  |
| 1994                                                   | 11.597                                                 | 100,6                                                  |
| 1995                                                   | 11.739                                                 | 101,8                                                  |
| 1996                                                   | 11.674                                                 | 101,2                                                  |
| 1997                                                   | 11.728                                                 | 101,7                                                  |
| 1998                                                   | 11.726                                                 | 101,7                                                  |
| 1999                                                   | 11.751                                                 | 101,9                                                  |
| 2000                                                   | 11.800                                                 | 102,3                                                  |
| 2001                                                   | 11.778                                                 | 102,2                                                  |
| 2002                                                   | 11.811                                                 | 102,4                                                  |
| 2003                                                   | 11.869                                                 | 102,9                                                  |
| 2004                                                   | 11.880                                                 | 103,0                                                  |
| 2005                                                   | 11.932                                                 | 103,5                                                  |
| 2006                                                   | 11.920                                                 | 103,4                                                  |
| 2007                                                   | 12.119                                                 | 105,1                                                  |
| 2008                                                   | 12.210                                                 | 105,9                                                  |
| 2009                                                   | 12.214                                                 | 105,9                                                  |
| 2010                                                   | 12.354                                                 | 107,1                                                  |
| 2011                                                   | 12.526                                                 | 108,6                                                  |
| 2012                                                   | 12.646                                                 | 109,7                                                  |
| 2013                                                   | 12.643                                                 | 109,7                                                  |
| 2014                                                   | 12.818                                                 | 111,2                                                  |
| 2015                                                   | 12.902                                                 | 111,9                                                  |
| 2016                                                   | 12.919                                                 | 112,0                                                  |
| 2017                                                   | 13.103                                                 | 113,6                                                  |
| 2018                                                   | 13.188                                                 | 114,4                                                  |
| 2019                                                   | 13.295                                                 | 115,3                                                  |
| 2020                                                   | 13.397                                                 | 116,2                                                  |
| 2021                                                   | 13.482                                                 | 116,9                                                  |
| 2022                                                   | 13.651                                                 | 118,4                                                  |
| 2023                                                   | 13.877                                                 | 120,4                                                  |
| 2024                                                   | 14.013                                                 | 121,5                                                  |
| 2025                                                   | 14.115                                                 | 122,8                                                  |

## Politiek
Burgemeesters van Liedekerke waren:
- 1947-1952: Amedee Asselman
- 1953-1955: Karel-Lodewijk Van den Brande
- 1955-1958: Jules Van Droogenbroeck
- 1959-1967: Edward Bronselaer
- 1967-1976: Jozef Paeleman
- 1977-1980: Gaston Van Ginderdeuren
- 1981-1988: Clement Laurent
- 1989-2000: Etienne Schouppe
- 2001-2018: Luc Wynant
- 2019-2024: Steven Van Linthout
- 2024-heden: Berdien Van Den Abeele

#### 2013-2018
Burgemeester is Luc Wynant (CD&V). Hij leidt een coalitie bestaande uit CD&V en sp.a. Samen vormen ze de meerderheid met 13 op 23 zetels.

#### 2019-2024
Burgemeester is Steven Van Linthout (CD&V). Hij leidt een coalitie bestaande uit CD&V, sp.a en Open Vld. Samen vormen ze de meerderheid met 14 op 23 zetels.

#### 2024-2030
Burgemeester is Berdien Van Den Abeele (N-VA). Zij legde als eerste vrouwelijke burgemeester van Liedekerke haar eed af op 5 december 2024. De coalitie bestaat uit N-VA (11 zetels) en Team Liedekerke (CD&V en Open VLD, 6 zetels), goed voor een meerderheid van 17 op 23 zetels.

### Resultaten gemeenteraadsverkiezingen sinds 1976
| Partijof kartel      | Partijof kartel                                       | 10-10-1976 | 10-10-1976 | 10-10-1982 | 10-10-1982 | 9-10-1988 | 9-10-1988 | 9-10-1994 | 9-10-1994 | 8-10-2000 | 8-10-2000 | 8-10-2006 | 8-10-2006 | 14-10-2012 | 14-10-2012 | 14-10-2018 | 14-10-2018 | 13-10-2024 | 13-10-2024 |
| Stemmen / Zetels     | Stemmen / Zetels                                      | %          | 21         | %          | 21         | %         | 21        | %         | 21        | %         | 21        | %         | 21        | %          | 23         | %          | 23         | %          | 23         |
| -------------------- | ----------------------------------------------------- | ---------- | ---------- | ---------- | ---------- | --------- | --------- | --------- | --------- | --------- | --------- | --------- | --------- | ---------- | ---------- | ---------- | ---------- | ---------- | ---------- |
|                      | VU1/ VSDA/ VU&ID2                                     | 14,961     | 3          | 9,581      | 1          | 8,941     | 1         | 19,03A    | 4         | 6,712     | 0         | -         |           | -          |            | -          |            | -          |            |
|                      | SP1/ VSDA/ sp.a2/ sp.a vooruit3/ Vooruit4             | 28,51      | 6          | 26,841     | 6          | 26,441    | 6         | 19,03A    | 4         | 23,81     | 6         | 24,72     | 5         | 21,822     | 5          | 20,63      | 5          | 20,34      | 4          |
|                      | PVV1/ VSDA/ VLD2/ Open Vld3/ Team LiedekerkeC         | 18,131     | 4          | 19,241     | 4          | 23,721    | 5         | 19,03A    | 4         | 19,052    | 4         | 16,462    | 3         | 12,943     | 2          | 11,23      | 2          | 26,0C      | 6          |
|                      | CVP1/ CD&V+N-VAB/ CD&V2/ CD&V Plus3/ Team LiedekerkeC | 33,211     | 8          | 38,921     | 10         | 40,91     | 9         | 36,271    | 9         | 31,141    | 8         | 39,01A    | 9         | 30,832     | 8          | 28,33      | 7          | 26,0C      | 6          |
|                      | CD&V+N-VAB/ N-VA1                                     | -          |            | -          |            | -         |           | -         |           | 6,712     | 0         | 39,01A    | 9         | 26,721     | 7          | 31,11      | 8          | 40,81      | 11         |
|                      | Vlaams Blok1/ Vlaams Belang2                          | -          |            | -          |            | -         |           | 11,841    | 2         | 10,971    | 2         | 19,842    | 4         | 7,692      | 1          | 8,92       | 1          | 12,92      | 2          |
|                      | L.V.P.                                                | -          |            | -          |            | -         |           | -         |           | 8,33      | 1         | -         |           | -          |            | -          |            | -          |            |
|                      | VLB                                                   | -          |            | -          |            | -         |           | 14,7      | 3         | -         |           | -         |           | -          |            | -          |            | -          |            |
|                      | PROS                                                  | -          |            | -          |            | -         |           | 14,01     | 3         | -         |           | -         |           | -          |            | -          |            | -          |            |
| Anderen(*)           | Anderen(*)                                            | 5,2        | 0          | 5,41       | 0          | -         |           | 4,14      | 0         | -         |           | -         |           | -          |            | -          |            | -          |            |
| Totaal stemmen       | Totaal stemmen                                        | 7817       | 7817       | 8420       | 8420       | 8708      | 8708      | 8890      | 8890      | 8989      | 8989      | 9126      | 9126      | 8939       | 8939       | 9219       | 9219       | 6271       | 6271       |
| Opkomst %            | Opkomst %                                             |            |            |            |            | 96,11     | 96,11     | 95,16     | 95,16     | 94,12     | 94,12     | 95,64     | 95,64     | 92,17      | 92,17      | 93,0       | 93,0       | 61,9       | 61,9       |
| Blanco en ongeldig % | Blanco en ongeldig %                                  | 3,54       | 3,54       | 4,56       | 4,56       | 4,23      | 4,23      | 5,26      | 5,26      | 3,84      | 3,84      | 3,71      | 3,71      | 3,03       | 3,03       | 3,8        | 3,8        | 1,3        | 1,3        |

De rode cijfers naast de gegevens duiden aan onder welke naam de partijen telkens bij een verkiezing opkwamen.

De zetels van de gevormde coalitie staan vetjes afgedrukt

(*) 1976: NIEUW / 1982: Volksbelangen / 1994: AGALEV

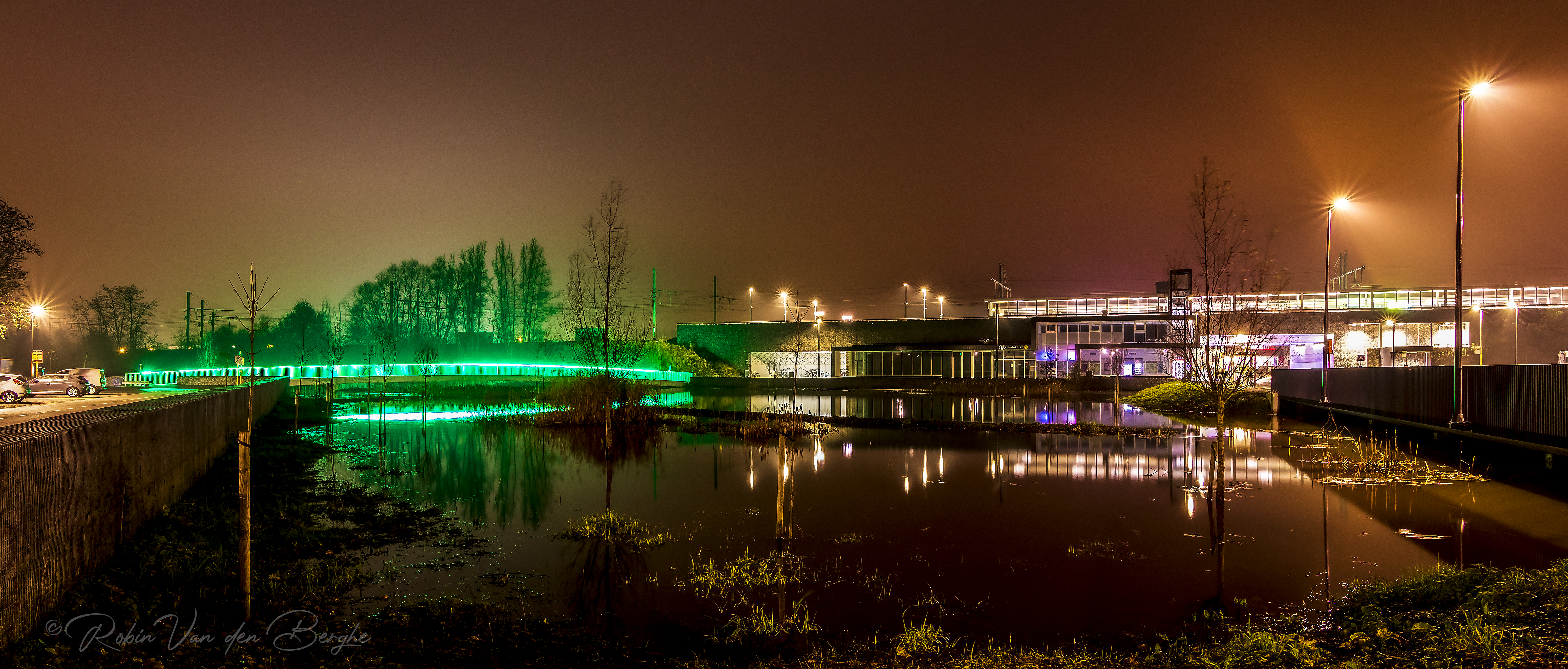

## Sport
In de tweede helft van de 20ste eeuw speelde voetbalclub KFC Liedekerke verscheidene seizoenen in de nationale reeksen. De club verdween in een fusie, maar na het mislukken van die fusie werd in 2005 met VK Liedekerke een nieuwe club opgericht die actief is in de provinciale reeksen. Ook zijn er een zwemclub, waterballetclub, volleybalploeg, judoschool, kunstschaatsclub en ijshockeyclub.

## Geboren in Liedekerke
- Rita Deneve (1944-2018), zangeres
- Timothy Derijck (1987), voetballer
- Jonas Heymans (1993), voetballer
- Frederik De Backer (1987), columnist

## Nabijgelegen kernen
Teralfene, Sint-Katherina-Lombeek, Borchtlombeek, Pamel, Denderleeuw